# Ryan Parent
Ryan Parent, född 17 mars 1987, är en kanadensisk ishockeyspelare. Han spelar för närvarande i Philadelphia Flyers.